# Ecuador (estación)
Ecuador es una estación ferroviaria subterránea que forma parte de la red del metro de Santiago de Chile; se encuentra entre las estaciones Las Rejas y San Alberto Hurtado de la línea 1, en la Alameda Bernardo O'Higgins a la altura del 4.600, comuna de Estación Central. Su nombre se debe a la proximidad con la Avenida Ecuador.

## Características y entorno

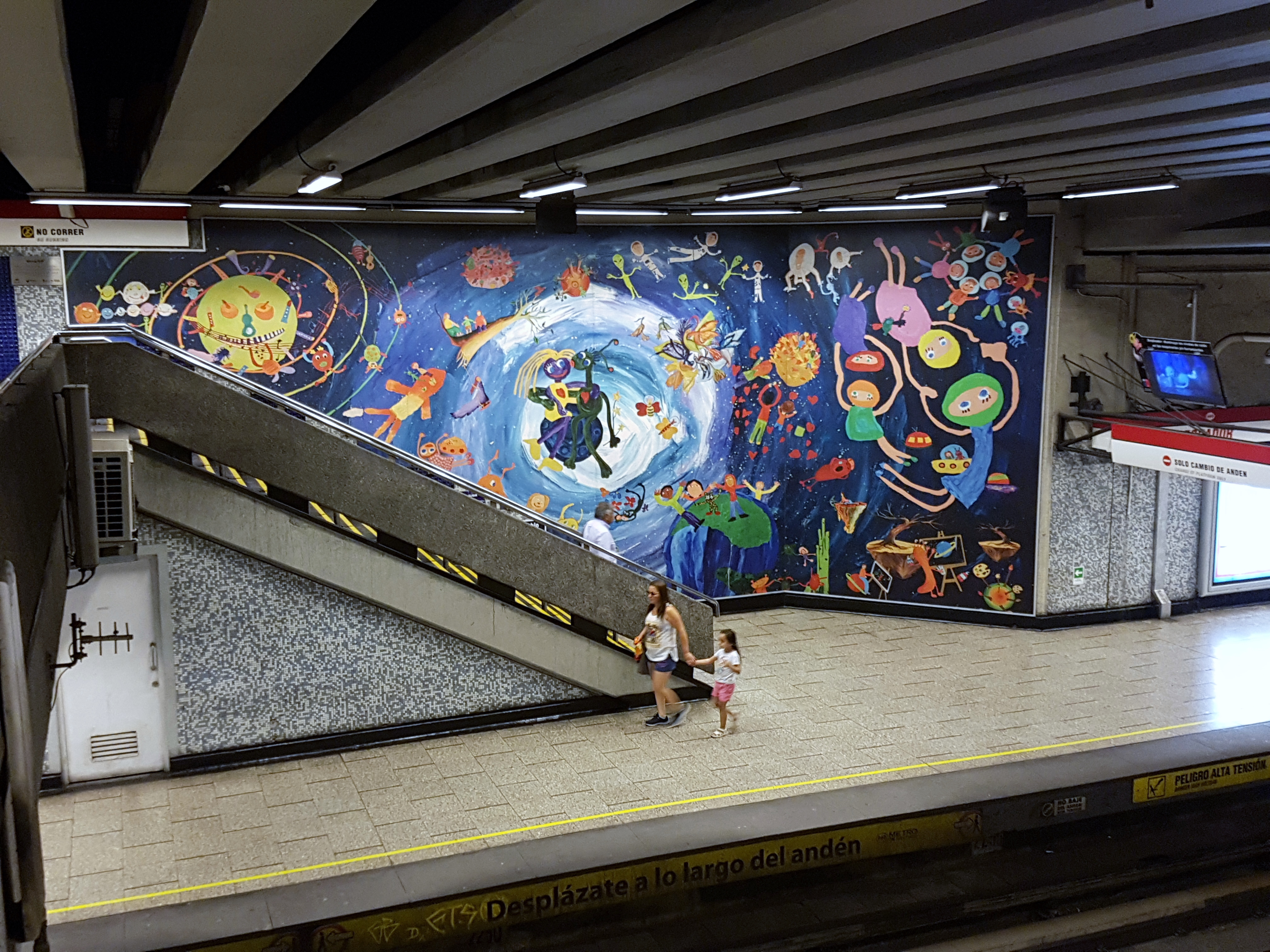
Vista parcial de la estación.

Presenta un flujo moderado de pasajeros, ya que no hay mucho comercio a sus alrededores, pero sí centros de hospitalización y zonas residenciales. Fue la primera estación de la línea 1 del metro de Santiago en tener una completa infraestructura para discapacitados, donada por la empresa Laboratorios Maver en la Teletón 2004 como recompensa por el cumplimiento de la prueba Desafío Tapsín, consistente en nadar desde Cartagena hasta El Quisco, realizada durante esa edición de la campaña benéfica por el salvavidas minusválido Francisco Aguilera. 
La estación, que posee una afluencia diaria promedio de 15 212 pasajeros, está adornada con murales de la serie Integración, realizados en 2008 por el artista discapacitado Jorge Artus (no tiene brazos, por lo que pinta con la boca) y los niños del taller de arte de la Fundación Teletón. Se trata de cuatro pinturas inauguradas el 16 de octubre de ese año; cada una de ellas representa temática: "Aire, para respirar felicidad; Espacio, para soñar sin límites; Agua, para navegar por nuestra esperanza, y Tierra donde brota la alegría". Artus (Santiago, 1966), que ha sido también monitor del taller de Arte de Teletón, integró en estos 4 murales distintos trabajos de los niños a través de un proceso digital, para así formar la gran obra que cubre 170 metros cuadrados de la estación.
En el entorno inmediato del metro Ecuador, se encuentra el centro de rehabilitación Santiago de la mencionada Teletón, los hospitales de la Mutual de Seguridad y del Profesor, la Clínica Bicentenario, la central Las Rejas de Telefónica, varias iglesias y capillas, establecimientos educativos (los liceos Estación Central y el de adultos Luis Gómez Catalán; la escuela D 20 Arturo Alessandri Palma), así como la radio Colo Colo (Alameda 4623).
La estación tiene tres accesos, todos en la Alameda: dos en la acera norte y uno en la sur (que da a la Teletón).

### Accesos
| Acceso | Intersección         |
| ------ | -------------------- |
| A      | Alameda con Radal    |
| B      | Alameda con Purísima |
| C      | Instituto Teletón    |

## MetroArte
La estación Ecuador cuenta con un proyecto de MetroArte en su interior. En las escaleras que conectan los andenes con la mezanina, se encuentra Esfuerzo e Integración, un trabajo realizado por los niños del taller de arte de la Fundación Teletón y dirigidos por el artista Jorge Artus (quien anteriormente había participado en la primera Teletón organizada).
Inicialmente el artista iba a realizar un proyecto él mismo para Metro, aunque cambió de idea y se invitaron a pacientes de la Teletón para contribuir al proyecto, el cual fue realizado de forma tradicional y luego reproducido digitalmente para su posterior instalación en la estación. Tiene una superficie total de 170 metros cuadrados y fue instalado en 2008.

## Origen etimológico
Aunque no se encuentra ubicada en la avenida Ecuador —calle que honra a la república del mismo nombre—, sino en la Alameda Bernardo O'Higgins, debe su nombre a la primera vía, que corre al norte del metro y paralela a esta última.

Antiguo símbolo utilizado en la estación.
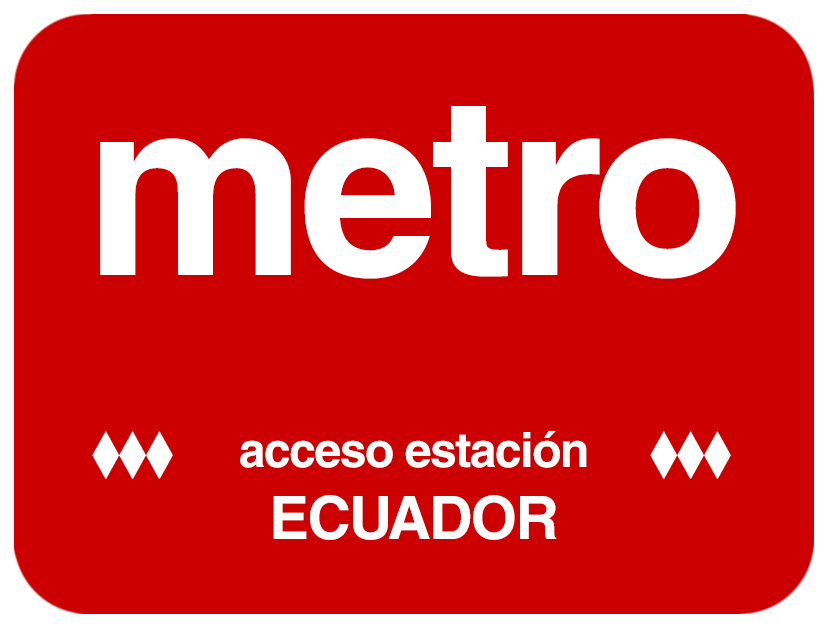
Letrero utilizado en los accesos a la estación hasta 1997.
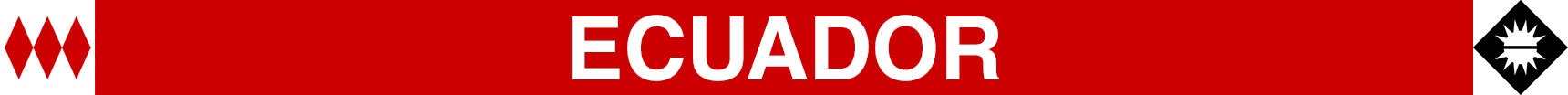
Cenefa antigua utilizada en los andenes.
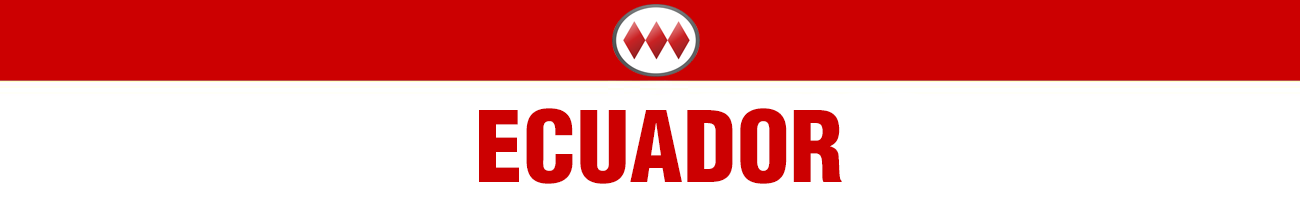
Cenefa utilizada actualmente en los andenes.

## Conexión con Red Metropolitana de Movilidad
La estación posee 5 paraderos de la Red Metropolitana de Movilidad en sus alrededores, los cuales corresponden a:
| Paradero/ Código                  | Recorridos |
| --------------------------------- | --- |
| Parada 1 / Metro Ecuador (PI438)  | 102 (Metro Las Rejas) - 106 (Peñalolén) - 404 (Mapocho) - 419 (Plaza Italia) - 423 (Plaza Italia) - 424 (Metro Universidad de Chile) - 546e (Vitacura) - I03c (Metro San Alberto Hurtado) - I08 (Metro San Alberto Hurtado) - I09 (Metro Universidad de Chile) - I09e (Metro Universidad de Chile) - I10n (Alameda) - I13 (Metro San Alberto Hurtado) - I14 (Estación Central) - J10 (Parque de Los Reyes) |
| Parada 2 / Metro Ecuador (PI458)  | 404 (El Descanso) - 412 (Enea) - 418 (Enea) - 424 (Pudahuel Sur) - 510 (Pudahuel Sur) - 516 (Pudahuel Sur) |
| Parada 3 / Metro Ecuador (PI457)  | 401 (Las Condes) - 405 (Cantagallo) - 412 (La Reina) - 418 (Av. Tobalaba) - 421 (San Carlos de Apoquindo) - 432n (La Reina) - 481 (Plaza Italia) - 510 (Río Claro) - 511 (Peñalolén) - 516 (Las Parcelas) - 541n (Colón) - I14 (Estación Central) - J13 (Metro Estación Central) |
| Parada 4 / Metro Ecuador (PI406)  | 106 (Nueva San Martín) - 401 (Maipú) - 405 (Maipú) - 419 (Villa Los Héroes) - 421 (Maipú) - 423 (Nueva San Martín) - 432n (Maipú) - 541n (El Tranque) - 546e (Villa El Abrazo) - I08 (La Farfana) - I09 (Rinconada) - I09e (Rinconada) |
| Parada 5 / Metro Ecuador (PI1390) | 511 (Peñalolén) - J10 (Parque de los Reyes) - J13 (Metro Estación Central) |